# 박무 (정치인)
박무 (朴武, 1957년 ~ , 서울특별시)는 국민참여당의 2011년 선출된 2기 최고위원 5명 중 한 명으로 통합진보당을 거쳐, 통합진보당 분당에 따라 진보정의당 창당의 일원으로 영등포 지역위원회의 위원장을 거쳐 정의당 영등포구위원회의 지도위원이다. 아울러 참여네트워크를 창립하면서 집행위원장으로 재임 중이다. 본명은 '박정욱'이었으나, 정당활동을 본격화 하면서 오랜 필명인 '박무'로 정식 개명하였다.

## 경력
- 현)참여네트워크 집행위원장
- 현)노무현 재단 기획위원
- 현)정의당 영등포구위원회 지도위원
- 전)진보정의당 영등포지역위원회 위원장
- 전)통합진보당 비례대표 경선 부정의혹 진상조사위원
- 전)통합진보당 전국운영위원, 영등포지역위원회 위원장, 2012년 국회의원 선거 영등포갑 선거구 예비후보
- 서울시장후보 박원순 희망캠프 뉴미디어본부장
- 부자아이 가난한 아이 편가르는 '나쁜투표 거부 시민운동본부' 고문
- 전)국민참여당 최고위원
- 노무현 대통령 대한문 시민분향소 상주단, 서울역 정부분향소 사회
- 전)시민광장 전국대표
- 전)언론장악-네티즌탄압 저지 범국민행동 상임운영위원
- 전)평화재향군인회 상임대표
- 전)(주)뉴비지니스시스템 전무이사, 대표컨설턴트
- 전)파스퇴르유업(주) 전산실장

## 저서
- 《박무, IT에서 정치까지》(이앤비플러스, 2012) : 개인사적인 내용과 함께, 정치 관련 활동 행적을 담은 자전적 에세이

## 학력
- 한국방송통신대학교 행정학과 학사
- 숭실대학교 정보과학대학원 공학 석사 (소프트웨어공학)